# Leśniczówka Świślina
Leśniczówka Świślina – osada leśna (leśniczówka) w Polsce położona w województwie świętokrzyskim, w powiecie starachowickim, w gminie Pawłów.
W latach 1975–1998 miejscowość położona była w województwie kieleckim.